# الصلعا
قرية الصلعا هي إحدى القرى التابعة لمركز سوهاج بمحافظة سوهاج في جمهورية مصر العربية. حسب إحصاءات سنة 2006، بلغ إجمالي السكان في الصلعا 13663 نسمة، منهم 6937 رجل و6726 امرأة.